# Florian Kolb
Florian Kolb (geboren am 24. November 2001) ist ein österreichischer Nordischer Kombinierer.

## Werdegang
Florian Kolb trat ab 2017 im Alpencup der Nordischen Kombination bei ersten internationalen, von der Fédération Internationale de Ski organisierten Wettbewerben in Erscheinung. Erste Podiumsplatzierungen in dieser Wettkampfserie erreichte er im September 2019 mit einem zweiten sowie einem dritten Platz bei zwei Wettbewerben im italienischen Predazzo. Am 17. Jänner 2020 gab er in Klingenthal sein Debüt im Continental Cup der Nordischen Kombination. Dabei erzielte er mit einem 21. Platz auf Anhieb seine erste Continental-Cup-Punkteplatzierung. Am darauffolgenden Tag erreichte er an gleicher Stelle den 22. Rang. Am Saisonende belegte er den 68. Platz im Gesamt-Continental-Cup 2019/20.
Etwas mehr als ein Jahr später nahm Kolb für Österreich an den Nordischen Junioren-Skiweltmeisterschaften 2021 im finnischen Lahti teil. Im Gundersen-Wettkampf von der Normalschanze wurde er Elfter. In der Gesamtwertung des Continental Cups 2020/21 lag er auf dem 62. Platz. Im darauffolgenden Winter 2021/22 startete er regelmäßig im Continental Cup und erreichte mit dem 16. Platz sein bis dahin dieses Gesamtresultat. Im Sommer 2022 ging er auch erstmals im Grand Prix der Nordischen Kombination an den Start; seinen Einstand gab er am 28. August 2022 bei einem Gundersen-Wettkampf in Oberwiesenthal. Dabei blieb er auf dem 36. Rang ohne Punkte.
Im Continental Cup der Saison 2022/23 erlangte er am 17. Dezember 2022 bei einem Massenstart im finnischen Kuusamo hinter Terence Weber und Christian Deuschl als Dritter seine erste Podiumsplatzierung in dieser Wettbewerbsserie. Nach dem Jahreswechsel startete er im Rahmen der Weltcup-Saison der Nordischen Kombination 2022/23 am 7. Jänner 2023 bei einem Massenstart im estnischen Otepää und gab damit sein Debüt im Weltcup der Nordischen Kombination. Mit dem 23. Platz gewann er dabei sofort erste Weltcuppunkte. Im Gesamt-Continental-Cup dieser Saison steigerte er sich ein weiteres Mal auf den elften Platz. Im Gesamtweltcup lag er mit Saisonende auf dem 54. Platz.
Für den Winter 2023/24 wurde Florian Kolb in den B-Kader des Österreichischen Skiverbandes berufen. Den Continental Cup der Nordischen Kombination 2023/24 schloss er mit zwei Podiumsplatzierungen in Einzelwettkämpfen hinter dem Norweger Aleksander Skoglund und vor dem Deutschen Jakob Lange auf dem zweiten Platz der Gesamtwertung ab. Im Gesamtweltcup der Saison 2023/24 erreichte er darüber hinaus den 46. Rang.

## Statistik

### Weltcup-Platzierungen
| Saison  | Platz | Punkte |
| ------- | ----- | ------ |
| 2022/23 | 54.   | 011    |
| 2023/24 | 46.   | 062    |

### Continental-Cup-Platzierungen
| Saison  | Platz | Punkte |
| ------- | ----- | ------ |
| 2019/20 | 68.   | 019    |
| 2020/21 | 62.   | 019    |
| 2021/22 | 16.   | 263    |
| 2022/23 | 11.   | 275    |
| 2023/24 | 02.   | 837    |